# Simulium gracilipes
Simulium gracilipes är en tvåvingeart som beskrevs av Edwards 1921. Simulium gracilipes ingår i släktet Simulium och familjen knott.
Artens utbredningsområde är Marocko. Inga underarter finns listade i Catalogue of Life.